# La gatta da pelare
La gatta da pelare è un film italiano del 1981 diretto da Pippo Franco.
Si tratta dell'unica regia dell'attore romano.

## Trama
Stefano Valenti, un disegnatore umoristico geloso, uccide nei suoi fumetti il professor Maraldi, lo psicoanalista della moglie, malata di agorafobia. Quando, usando come mezzo un soprammobile a forma di gatta con gli occhi fosforescenti,  qualcuno commette realmente l'omicidio del professore, naturalmente il maggior indiziato dai carabinieri diventa Stefano.
Sconvolto, Stefano tenta malamente di scoprire da solo il vero assassino rischiando varie volte la vita per essere sfuggito alle manie omicide di alcuni possibili sospettati. Quando la situazione peggiora, Enzo Cantoni, il vero omicida nonché assistente di Maraldi, tenta di disfarsi di Stefano e Margaret, la segretaria dello psicoanalista, che nel frattempo aveva dato riparo temporaneo al disegnatore.
Stefano dopo questa esperienza ne esce mentalmente scosso, accentuato da eccessi di zelo, anche per via del fatto che ingoia una chiave di una cassetta di sicurezza, che si celava all'interno della gatta con cui era stato commesso l'omicidio, in cui Maraldi custodiva un cospicuo e indefinito capitale economico per la quale Margaret e Luisa, la moglie di Stefano, vogliono metterci le mani sopra.
Stefano resosi conto dell'interesse delle due, esclusivamente per la chiave e non per lui, afferma di non volerle vedere mai più ed esce dall'ospedale camminando a ritroso trattandosi, secondo lui, di un ingresso e non un'uscita.